# Pachydema lucianae
Pachydema lucianae är en skalbaggsart som beskrevs av Henri de Peyerimhoff 1925. Pachydema lucianae ingår i släktet Pachydema och familjen Melolonthidae. Inga underarter finns listade i Catalogue of Life.